# Noah Clowney
Noah Clowney (Spartanburg, 14 de julho de 2004) é um jogador norte-americano de basquete que atualmente joga no Brooklyn Nets da National Basketball Association (NBA).
Ele jogou basquete universitário pela Universidade do Alabama e foi selecionado pelos Nets como a 21ª escolha geral no draft da NBA de 2023.

## Início da vida e carreira no ensino médio
Clowney cresceu em Spartanburg, Carolina do Sul, e frequentou a Dorman High School. Em seu terceiro ano, ele teve médias de 9,6 pontos, 7,9 rebotes e 1,4 bloqueios em 26 jogos. Clowney teve médias de 17,5 pontos, 9,7 rebotes e 1,7 bloqueios durante sua última temporada.
Clowney foi avaliado como um recruta de quatro estrelas e se comprometeu a jogar basquete universitário pela Universidade do Alabama, rejeitando as ofertas de Virginia Tech, Flórida e Indiana.

## Carreira universitária
Durante o verão anterior à sua primeira temporada em Alabama, Clowney participou da turnê europeia da equipe e teve médias de 12,3 pontos e 7,7 rebotes. Em um jogo contra a seleção chinesa, ele marcou 11 pontos e pegou 10 rebotes. Clowney entrou em sua primeira temporada como titular de Alabama. Ele foi nomeado o Novato da Semana da SEC nas duas primeiras semanas de dezembro. Após o final da temporada, Clowney entrou no draft da NBA de 2023.

## Carreira profissional

### Brooklyn Nets (2023–Presente)
O Brooklyn Nets selecionou Clowney como a 21ª escolha geral no draft da NBA de 2023. Os Nets o designaram para sua afiliada da G-League, o Long Island Nets, em 30 de outubro de 2023. Sua primeira ação na G-League ocorreu em 10 de novembro de 2023, quando ele começou no jogo de abertura da Showcase Cup, registrando 12 rebotes e 4 bloqueios, além de 12 pontos, na vitória por 123–120 sobre o Raptors 905, apesar de ter cometido 6 faltas em apenas 31 minutos de jogo. Pela Showcase Cup, ele jogou em 15 jogos, todos como titular, pelo Long Island Nets com médias de 13,1 pontos (56,3% de aproveitamento), 8,5 rebotes e 1,9 bloqueios. Clowney foi chamado de volta para os Nets e designado novamente para Long Island várias vezes ao longo de seu primeiro ano. Ele fez sua estreia na NBA em 25 de novembro de 2023, pegando 1 rebote em 3 minutos de jogo na vitória por 112–97 contra o Miami Heat. Em 27 de dezembro de 2023, ele entrou em sua segunda partida na NBA, marcando seus primeiros pontos na liga — 2 dos 14 pontos que ele fez em 24 minutos de ação durante a derrota por 124–144 para o Milwaukee Bucks.
Nos meses seguintes, ele continuou sendo chamado para os jogos dos Nets na NBA, mas passou a maior parte do tempo com Long Island. Na temporada regular da G-League, ele teve médias impressionantes de 17,4 pontos, 7,8 rebotes e 1,8 bloqueios em 30,6 minutos ajudando o Long Island Nets a terminar com um recorde de 19–15 e garantir uma vaga nos playoffs.
Em 21 de março de 2024, pouco antes dos playoffs da G-League, ele foi novamente chamado para os Nets, onde permaneceu desde então. A partir desse momento, ele viu um aumento constante em suas aparições e minutos de jogo, aproveitando bem as oportunidades. Em 3 de abril de 2024, Clowney registrou 22 pontos, 10 rebotes e 1 assistência saindo do banco na vitória por 115–111 contra o Indiana Pacers. Apesar do esforço notável, a vitória não foi suficiente para evitar a eliminação dos Nets da disputa pelos playoffs. Com isso, Clowney viu um aumento significativo em seus minutos, já que Cameron Johnson e Dorian Finney-Smith foram poupados para o restante da temporada. Ele foi titular nos últimos 4 jogos da temporada para os Nets, sendo que o primeiro desses jogos (uma derrota por 77–107 para o Sacramento Kings) foi sua primeira como titular na NBA, onde registrou 7 pontos e 10 rebotes em 35 minutos de jogo.
Clowney fez 46 aparições, sendo 20 como titular, pelo Brooklyn durante a temporada de 2024–25, com médias de 9,1 pontos, 3,9 rebotes e 0,9 assistências. Em 2 de abril de 2025, ele foi afastado do restante da temporada devido a uma entorse no tornozelo direito.

## Estatísticas da carreira

### NBA

#### Temporada regular
| Ano      | Equipe   | PJ | PT | MPJ  | AP   | 3P   | LL   | RT  | AS | BR | TO | PPJ |
| -------- | -------- | -- | -- | ---- | ---- | ---- | ---- | --- | -- | -- | -- | --- |
| 2023–24  | Brooklyn | 23 | 4  | 16.1 | .538 | .364 | .700 | 3.5 | .8 | .3 | .7 | 5.8 |
| 2024–25  | Brooklyn | 46 | 20 | 22.7 | .358 | .333 | .838 | 3.9 | .9 | .5 | .5 | 9.1 |
| Carreira | Carreira | 69 | 24 | 19.4 | .448 | .348 | .768 | 3.7 | .8 | .4 | .6 | 7.4 |

### Universitário
| Ano     | Equipe  | PJ | PT | MPJ  | AP   | 3P   | LL   | RT  | AS | BR | TO | PPJ |
| ------- | ------- | -- | -- | ---- | ---- | ---- | ---- | --- | -- | -- | -- | --- |
| 2022–23 | Alabama | 36 | 36 | 25.4 | .486 | .283 | .649 | 7.9 | .8 | .6 | .9 | 9.8 |

Fonte: